# Cameron van der Burgh
Cameron van der Burgh (Pretória, 25 de maio de 1988) é um nadador sul-africano, especializado em provas de velocidade no nado peito.

## Carreira
Em 2007 começou a destacar-se no cenário internacional ao obter o bronze nos 50 metros peito no Mundial de Melbourne.
Participou das Olimpíadas de Pequim em 2008, ficando em décimo lugar na prova dos 100 metros peito, e em sétimo lugar no revezamento 4x100 m medley pela equipe da África do Sul. Além disso, no mundial de piscina curta de Manchester, ele obteve o bronze nos 50 m peito e a prata nos 100 m peito.
Ele é o atual detentor do recorde mundial nos 50 m peito em piscina olímpica com um tempo de 26s67, obtidos em 29 de julho de 2009, na final do Campeonato Mundial de Roma em 2009; e em piscina semi-olímpica, é recordista mundial dos 50 m peito com o tempo de 25s94 obtidos em 11 de novembro de 2008, e dos 100 m peito com o tempo de 56s88 obtidos em 9 de novembro do mesmo ano.

## Vida pessoal
Van der Burgh foi para a escola primária de Glenstantia ainda criança. e se matriculou em Crawford College em 2006. Passou a estudar "financial management" (gestão financeira) e está interessado em se tornar empresário, depois de sua carreira como nadador.
Desde os Jogos Olímpicos de Londres, Van der Burgh tem recebido vários prêmios, incluindo o South African Style Icon 2012, o sétimo homem mais bem vestido do mundo em 2012, e apareceu várias vezes em capas de revistas e em programas de televisão da África do Sul. Ele também viaja o país dando palestras motivacionais e teve participação em algumas ações de caridade e, recentemente, ajudou a alimentar crianças pobres em Alexandria usando parte do dinheiro recebido durante as Olimpíadas. Mais recentemente, ele se tornou embaixador da Steps, uma instituição de caridade que trata crianças nascidas com problemas nos pés.
Em março de 2020, van der Burgh contraiu a COVID-19. Ele disse que esse foi de longe o pior vírus que já enfrentou, apesar de ser uma pessoa saudável, com pulmões fortes, ser não fumante, praticar esportes, ter um estilo de vida são e ainda ser jovem (apenas 31 anos na época).